# Missioni e operazioni di pace delle Nazioni Unite
      In corso nel 2019 
      Concluse

Missioni di peacekeeping ONU:
In corso nel 2019
Concluse

Di seguito è riportata la lista delle missioni e operazioni di pace delle Nazioni Unite, completate o ancora in corso.
Le missioni di mantenimento della pace delle Nazioni Unite hanno lo scopo di aiutare i Paesi colpiti da conflitti a creare le condizioni per una pacificazione stabile e sostenibile. I peacekeeper - soldati, ufficiali di polizia e personale civile messi a disposizione dell'ONU dagli Stati membri - monitorano l'evoluzione del processo di pace instaurato al termine del conflitto ed aiutano le parti ad implementare gli accordi di pace firmati.
La creazione di missioni di pace spetta al Consiglio di sicurezza. Normalmente esse sono eseguite da personale che opera sotto le insegne dell'ONU. Tuttavia, in alcuni casi, il Consiglio di Sicurezza può autorizzare organizzazioni regionali, come la NATO o la ECOWAS, o coalizioni di Stati a compiere operazioni di mantenimento della pace o imposizione della pace.

## Missioni completate

### Africa
| Durata dell'operazione | Denominazione                                                                       | Luogo                   | Conflitto                                   | Sito web |
| ---------------------- | ----------------------------------------------------------------------------------- | ----------------------- | ------------------------------------------- | -------- |
| 1960-1964              | United Nations Operation in the Congo (ONUC)                                        | RD del Congo            | Crisi del Congo                             |          |
| 1988-1991              | United Nations Angola Verification Mission I (UNAVEM I)                             | Angola                  | Guerra civile in Angola                     |          |
| 1989-1990              | United Nations Transition Assistance Group (UNTAG)                                  | Namibia                 | Guerra di indipendenza della Namibia        |          |
| 1991-1995              | United Nations Angola Verification Mission II (UNAVEM II)                           | Angola                  | Guerra civile in Angola                     |          |
| 1992-1993              | Unified Task Force (UNITAF)                                                         | Somalia                 | Guerra civile in Somalia                    |          |
| 1992-1994              | United Nations Operation in Mozambique (ONUMOZ)                                     | Mozambico               | Guerra civile in Mozambico                  |          |
| 1992-1993              | United Nations Operation in Somalia I (UNOSOM I)                                    | Somalia                 | Guerra civile in Somalia                    |          |
| 1993-1997              | United Nations Observer Mission in Liberia (UNOMIL)                                 | Liberia                 | Prima guerra civile in Liberia              |          |
| 1993-1994              | United Nations Observer Mission Uganda-Rwanda (UNOMUR)                              | Ruanda Uganda           | Guerra civile in Ruanda                     |          |
| 1993-1996              | United Nations Assistance Mission for Rwanda (UNAMIR)                               | Ruanda                  | Guerra civile in Ruanda                     |          |
| 1993-1995              | United Nations Operation in Somalia II (UNOSOM II)                                  | Somalia                 | Guerra civile in Somalia                    |          |
| 1994                   | United Nations Aouzou Strip Observer Group (UNASOG)                                 | Ciad Libia              | Disputa della striscia di Aouzou            |          |
| 1995-1997              | United Nations Angola Verification Mission III (UNAVEM III)                         | Angola                  | Guerra civile in Angola                     |          |
| 1997-1999              | United Nations Observer Mission in Angola (MONUA)                                   | Angola                  | Guerra civile in Angola                     |          |
| 1998-1999              | United Nations Observer Mission in Sierra Leone (UNOMSIL)                           | Sierra Leone            | Guerra civile in Sierra Leone               |          |
| 1998-2000              | United Nations Mission in the Central African Republic (MINURCA)                    | Rep. Centrafricana      | Rivolte della Repubblica Centrafricana      |          |
| 1999-2005              | United Nations Mission in Sierra Leone (UNAMSIL)                                    | Sierra Leone            | Guerra civile in Sierra Leone               |          |
| 1999-2010              | United Nations Organization Mission in the Democratic Republic of the Congo (MONUC) | RD del Congo            | Seconda guerra del Congo                    |          |
| 2000-2008              | United Nations Mission in Ethiopia and Eritrea (UNMEE)                              | Eritrea Etiopia         | Guerra Eritrea-Etiopia                      |          |
| 2004-2007              | United Nations Operation in Burundi (ONUB)                                          | Burundi                 | Guerra civile in Burundi                    |          |
| 2007-2010              | United Nations Mission in the Central African Republic and Chad (MINURCAT)          | Ciad Rep. Centrafricana | Conflitto del Darfur, Guerra civile in Ciad |          |
| 2005-2011              | United Nations Mission in the Sudan (UNMIS)                                         | Sudan                   | Seconda guerra civile in Sudan              |          |

### America
| Durata dell'operazione | Denominazione                                                                             | Luogo                                               | Conflitto                            | Sito web |
| ---------------------- | ----------------------------------------------------------------------------------------- | --------------------------------------------------- | ------------------------------------ | -------- |
| 1965-1966              | Mission of the Representative of the Secretary-General in the Dominican Republic (DOMREP) | Rep. Dominicana                                     | Operazione Power Pack                |          |
| 1989-1992              | United Nations Observer Group in Central America (ONUCA)                                  | Costa Rica El Salvador Guatemala Honduras Nicaragua | Guerra civile in Nicaragua           |          |
| 1991-1995              | United Nations Observer Mission in El Salvador (ONUSAL)                                   | El Salvador                                         | Guerra civile a El Salvador          |          |
| 1993-1996              | United Nations Mission in Haiti (UNMIH)                                                   | Haiti                                               | Colpo di Stato militare del 1991     |          |
| 1996-1997              | United Nations Support Mission in Haiti (UNSMIH)                                          | Haiti                                               | Stabilizzazione democratica di Haiti |          |
| 1997                   | United Nations Verification Mission in Guatemala (MINUGUA)                                | Guatemala                                           | Guerra civile in Guatemala           |          |
| 1997                   | United Nations Transition Mission in Haiti (UNTMIH)                                       | Haiti                                               | Addestramento della Polizia di Haiti |          |
| 1997-2000              | United Nations Civilian Police Mission in Haiti (MIPONUH)                                 | Haiti                                               | Addestramento della Polizia di Haiti |          |
| 2000-2001              | United Nations General Assembly International Civilian Support Mission in Haiti (MICAH)   | Haiti                                               | Addestramento della Polizia di Haiti |          |
| 2004-2018              | United Nations Stabilization Mission in Haiti (MINUSTAH)                                  | Haiti                                               | Ribellione di Haiti del 2004         |          |

### Asia
| Durata dell'operazione | Denominazione                                                             | Luogo                                    | Conflitto                           | Sito web |
| ---------------------- | ------------------------------------------------------------------------- | ---------------------------------------- | ----------------------------------- | -------- |
| 1962-1963              | United Nations Security Force in West New Guinea (UNSF)                   | Papua Nuova Guinea Paesi Bassi Indonesia | Controllo indonesiano di Papua      |          |
| 1965-1966              | United Nations India-Pakistan Observation Mission (UNIPOM)                | India Pakistan                           | Guerra indo-pakistana del 1965      |          |
| 1988-1990              | United Nations Good Offices Mission in Afghanistan and Pakistan (UNGOMAP) | Afghanistan Pakistan                     | Guerra sovietico-afghana            |          |
| 1991-1992              | United Nations Advance Mission in Cambodia (UNAMIC)                       | Cambogia                                 | Guerra cambogiana-vietnamita        |          |
| 1992-1993              | United Nations Transitional Authority in Cambodia (UNTAC)                 | Cambogia                                 | Guerra cambogiana-vietnamita        |          |
| 1994-2000              | United Nations Mission of Observers in Tajikistan (UNMOT)                 | Tagikistan                               | Guerra civile in Tagikistan         |          |
| 1999                   | United Nations Mission in East Timor (UNAMET)                             | Timor Est Indonesia                      | Invasione e occupazione indonesiane |          |
| 1999-2000              | International Force for East Timor (INTERFET)                             | Timor Est Indonesia                      | Invasione e occupazione indonesiane |          |
| 1999-2002              | The United Nations Transitional Administration in East Timor (UNTAET)     | Timor Est Indonesia                      | Invasione e occupazione indonesiane |          |
| 2002-2005              | United Nations Mission of Support in East Timor (UNMISET)                 | Timor Est                                | Invasione e occupazione indonesiane |          |
| 2006-2012              | United Nations Integrated Mission in Timor-Est (UNMIT)                    | Timor Est                                | Crisi di Timor Est del 2006         |          |

### Europa
| Durata dell'operazione | Denominazione                                                                                   | Luogo                                             | Conflitto                          | Sito web |
| ---------------------- | ----------------------------------------------------------------------------------------------- | ------------------------------------------------- | ---------------------------------- | -------- |
| 1992-1995              | United Nations Protection Force (UNPROFOR)                                                      | Bosnia ed Erzegovina Croazia Macedonia Jugoslavia | Guerre iugoslave                   |          |
| 1993-2009              | United Nations Observer Mission in Georgia (UNOMIG)                                             | Georgia                                           | Guerra di Abcasia                  |          |
| 1994-1996              | United Nations Confidence Restoration Operation (UNCRO)                                         | Croazia                                           | Guerra d'indipendenza croata       |          |
| 1995-2002              | United Nations Mission in Bosnia and Herzegovina (UNMIBH)                                       | Bosnia ed Erzegovina                              | Guerra di Bosnia                   |          |
| 1995-1999              | United Nations Preventive Deployment Force (UNPREDEP)                                           | Macedonia del Nord                                | Conseguenza delle guerre iugoslave |          |
| 1996-1998              | United Nations Transitional Authority in Eastern Slavonia, Baranja and Western Sirmium (UNTAES) | Croazia                                           | Guerra d'indipendenza croata       |          |
| 1996-2002              | United Nations Mission of Observers in Prevlaka (UNMOP)                                         | Croazia Jugoslavia                                | Disputa territoriale di Prevlaka   |          |
| 1998                   | United Nations Civilian Police Support Group (UNPSG)                                            | Croazia                                           | Guerra d'indipendenza croata       |          |

### Medio Oriente
| Durata dell'operazione | Denominazione                                              | Luogo          | Conflitto                            | Sito web |
| ---------------------- | ---------------------------------------------------------- | -------------- | ------------------------------------ | -------- |
| 1956-1967              | First United Nations Emergency Force (UNEF)                | Egitto Israele | Crisi di Suez, Guerra dei sei giorni |          |
| 1958                   | United Nations Observation Group in Lebanon (UNOGIL)       | Libano         | Crisi libanese del 1958              |          |
| 1963-1964              | United Nations Yemen Observation Mission (UNYOM)           | Yemen          | Guerra civile dello Yemen del Nord   |          |
| 1973-1979              | Second United Nations Emergency Force (UNEF II)            | Egitto         | Guerra dello Yom Kippur              |          |
| 1973-1979              | Second United Nations Emergency Force (UNEF II)            | Israele        | Guerra dello Yom Kippur              |          |
| 1988-1991              | United Nations Iran-Iraq Military Observer Group (UNIIMOG) | Iran           | Guerra Iran-Iraq                     |          |
| 1988-1991              | United Nations Iran-Iraq Military Observer Group (UNIIMOG) | Iraq           | Guerra Iran-Iraq                     |          |
| 1991-2003              | United Nations Iraq-Kuwait Observation Mission (UNIKOM)    | Iraq           | Guerra del Golfo                     |          |
| 1991-2003              | United Nations Iraq-Kuwait Observation Mission (UNIKOM)    | Kuwait         | Guerra del Golfo                     |          |
| 2012                   | United Nations Supervision Mission in Syria (UNSMIS)       | Siria          | Guerra civile siriana                |          |

## Missioni in corso

### Africa
| Inizio dell'operazione | Denominazione                                                                                              | Luogo              | Conflitto                                                      | Sito web |
| ---------------------- | --- | ------------------ | -------------------------------------------------------------- | -------- |
| 1991                   | United Nations Mission for the Referendum in Western Sahara (MINURSO)                                      | Sahara Occidentale | Guerra del Sahara Occidentale                                  |          |
| 2003                   | United Nations Mission in Liberia (UNMIL)                                                                  | Liberia            | Seconda guerra civile in Liberia                               |          |
| 2004                   | United Nations Operation in Côte d'Ivoire (UNOCI)                                                          | Costa d'Avorio     | Guerra civile in Costa d'Avorio                                |          |
| 2007                   | United Nations/African Union Mission in Darfur (UNAMID)                                                    | Sudan              | Conflitto del Darfur                                           |          |
| 2010                   | United Nations Organization Stabilization Mission in the DR Congo(MONUSCO)                                 | RD del Congo       | Conflitto del Kivu                                             |          |
| 2011                   | United Nations Interim Security Force for Abyei (UNISFA)                                                   | Sudan              | Conflitto Sudan-SPLM-N                                         |          |
| 2011                   | United Nations Mission in the Republic of South Sudan (UNMISS)                                             | Sudan del Sud      | Seconda guerra civile in Sudan Guerra civile nel Sudan del Sud |          |
| 2013                   | United Nations Multidimensional Integrated Stabilization Mission in Mali (MINUSMA)                         | Mali               | Guerra in Mali                                                 |          |
| 2014                   | United Nations Multidimensional Integrated Stabilization Mission in the Central African Republic (MINUSCA) | Rep. Centrafricana | Seconda guerra civile nella Repubblica Centrafricana           |          |

### Asia
| Inizio dell'operazione | Denominazione                                                          | Luogo          | Conflitto             | Sito web |
| ---------------------- | ---------------------------------------------------------------------- | -------------- | --------------------- | -------- |
| 1949                   | United Nations Military Observer Group in India and Pakistan (UNMOGIP) | India Pakistan | Conflitto del Kashmir |          |

### Europa
| Inizio dell'operazione | Denominazione                                                   | Luogo                | Conflitto         | Sito web                                            |
| ---------------------- | --------------------------------------------------------------- | -------------------- | ----------------- | --------------------------------------------------- |
| 1964                   | United Nations Peacekeeping Force in Cyprus (UNFICYP)           | Cipro Cipro del Nord | Problema di Cipro |                                                     |
| 1999                   | United Nations Interim Administration Mission in Kosovo (UNMIK) | Serbia Kosovo        | Guerra del Kosovo | Archiviato il 22 febbraio 2011 in Internet Archive. |

### Medio Oriente
| Inizio dell'operazione | Denominazione                                         | Luogo                | Conflitto                                                                          | Sito web |
| ---------------------- | ----------------------------------------------------- | -------------------- | ---------------------------------------------------------------------------------- | -------- |
| 1948                   | United Nations Truce Supervision Organization (UNTSO) | Medio Oriente        | (Monitora i vari cessate il fuoco e assiste UNDOF e UNIFIL)                        |          |
| 1974                   | United Nations Disengagement Observer Force (UNDOF)   | Israele Libano Siria | Ritiro accettato dalle forze siriane e israeliane dopo la Guerra dello Yom Kippur. |          |
| 1978                   | United Nations Interim Force in Lebanon (UNIFIL)      | Libano               | Invasione israeliana del Libano e Conflitto Israelo-libanese del 2006              |          |